# Juana Rouco Buela
Juana Rouco Buela, född 1889 i Madrid, död 1969 i Buenos Aires, var en central gestalt i den argentinska syndikalistiska rörelsen i början av 1900-talet. Hon var strykerska till yrket och startade flera anarkistiska tidningar och kvinnoforum.

## Biografi
Juana Rouco Buela föddes i Spanien men emigrerade som liten till Argentina med sin mor. Hon började jobba i en fabrik redan som barn och lärde sig på egen hand att skriva och läsa. Mycket tidigt engagerade hon sig i den frihetliga rörelsen.
År 1907 var Juana Rouco Buela med och organiserade Centro Femenino Anarquista, tillsammans med bland andra Virginia Bolten, Teresa Caporaletti och María Collaz i Argentina. Tanken var att skapa en plats där kvinnor kunde lära sig om och diskutera anarkism.
Under samma period var Juana Rouco också engagerad i en stor strejk för hyresgäster, i protest mot hyreshöjningar och vräkningar. 100 000 personer deltog i strejken och Juana Rouco talade på den stora manifestation som ordnades. Repressionen var hård och blodig. Juana Rouco Buela (som fortfarande var spansk medborgare) var en av flera anarkister som deporterades på grund av sitt deltagande.
”När jag var 18 år såg polisen mig som ett hot mot kapitalismens och statens lugn”, skriver Juana Rouco Buela i sin biografi.
Efter en tid i Spanien återvände Juana Rouco Buela till Río de la Plata och slog sig ner i Uruguay. Där var hon 1909 med och startade den anarkistiska tidningen La Nueva Senda (ungefär: Den nya vägen). Men även i Uruguay blev hon förföljd för sitt politiska engagemang. När poliser var på väg in i hennes hus lyckades hon fly utklädd till man, och tog sig över till Argentina. Där ökade repressionen mot anarkister efter en generalstrejk och Juana Rouco tillfångatogs och utlämnades till Uruguay. Hon fängslades och blev kvar i fångenskap i nästan ett år.
Juana Rouco Buela fortsatte de kommande åren sin aktivism i Uruguay, Brasilien och Argentina, och organiserade sig fackligt med andra textilarbeterskor. Det här var under en period med återkommande strejker och mycket repression mot de sociala rörelserna. Juana Rouco började resa runt i Argentina tillsammans med sin partner José Cardella för att föreläsa och agitera.
År 1921 var Juana Rouco med och grundade Centro de Estudios Sociales Femeninos (ungefär: Centrum för kvinnostudier) i den argentinska staden Necochea. Där föddes också Nuesta Tribuna, en anarkistisk tidning om ”idéer, konst, kritik och litteratur”. Tidningen mötte en hel del kritik även i de anarkistiska kretsarna och efter ekonomiska svårigheter och repression lades den ner redan 1923. Juana Rouco och hennes familj tvingades lämna staden. Tidningen uppstod dock två gånger till, i andra städer. Men motståndet var alltför stort och efter 1925 kom inga fler nummer ut.
År 1930 skedde en statskupp i Argentina som försatte den anarkistiska rörelsen i en kritisk period. Detsamma hände Juana Rouco Buela på ett personligt plan, då hon övergavs av sin partner och blev ensam med sina barn. Under den spanska revolutionen återkom hon till de politiska aktiviteterna, när hon tillsammans med andra kvinnor organiserade olika typer av hjälp till den republikanska sidan. Men hennes mest aktiva tid i livet var över.
År 1964 publicerades Juana Rouco Buelas självbiografi, Historia de un ideal vivido por una mujer. 
Juana Rouco Buela avled i Buenos Aires den 31 oktober 1969, 80 år gammal.